# Fabio Bencivenga
Fabio Bencivenga, född 20 januari 1976 i Capua, är en italiensk vattenpolospelare. Han ingick Italiens landslag vid olympiska sommarspelen 1996, 2000, 2004 och 2008.
Bencivenga spelade åtta matcher och gjorde fyra mål i OS-turneringen 1996 i Atlanta där Italien tog brons..
Bencivenga ingick i det italienska laget som tog EM-guld 1995 i Wien.